# 1965 في سويسرا
فيما يلي قوائم الأحداث التي وقعت خلال عام 1965 في سويسرا.

## موسيقى

### أغاني
من الأغاني التي صدرت هذه السنة في سويسرا:
- 1 يناير – البوهيمية من غناء شارل أزنافور.

## مواليد

### مارس
- 12 مارس – خافيير سانشيز سياسي إسباني.

### يونيو
- 5 يونيو – فيليب رحمة كاتب سويسري.

### أغسطس
- 27 أغسطس – كريم عجة سائق سباق سعودي.
- 31 أغسطس – دانيال برنهاردت ممثل سويسري.

### أكتوبر
- 25 أكتوبر – دومينيك هير لاعب كرة قدم سويسري.

## وفيات

### فبراير
- 10 فبراير – هانس ويبر (مواليد 1934) لاعب كرة قدم سويسري.

### أغسطس
- 27 أغسطس – لو كوربوزييه (مواليد 1887)

### أكتوبر
- 12 أكتوبر – بول مولر (مواليد 1899) كيميائي سويسري.
- 25 أكتوبر – إدوارد ألبرت أينشتاين (مواليد 1910) طبيب نفسي سويسري.